# الضبير (حبيش)

تعديل مصدري - تعديل

الضبير محلة تابعة لقرية العريفة، التابعة لعزلة جبل عميقة بمديرية حبيش إحدى مديريات محافظة إب في الجمهورية اليمنية، بلغ تعداد سكانها 64 حسب تعداد اليمن لعام 2004.